# هارولد باسكوم دورهام جونيور
هارولد باسكوم دورهام جونيور (بالإنجليزية: Harold Bascom Durham, Jr.)‏ هو عسكري أمريكي، ولد في 12 أكتوبر 1942 في روكي ماونت في الولايات المتحدة، وتوفي في 17 أكتوبر 1967 في فيتنام الجنوبية.